# Mario Kart DS
Mario Kart DS ist ein Handheld-Spiel für den Nintendo DS. Das Spiel wurde am 25. November 2005 europaweit veröffentlicht. Es ist das erste Spiel der Mario-Kart-Serie mit Retro-Cups und der einzige Teil mit Rennmissionen. Die Server für den ersteren wurden jedoch am 20. Mai 2014 eingestellt.
Nintendo veröffentlichte am 23. April 2015 eine Virtual Console-Version des Spiels für die Wii U.

## Spielprinzip
Es sind sowohl 16 neue Strecken als auch 16 neu aufgelegte Strecken vorhanden. Man muss im Gegensatz zum Vorgänger keine Münzen mehr einsammeln, doch es gibt einen neuen Rennmissionen-Modus, in dem Aufgaben wie 'Sammle die 10 Itemboxen ein' zu erledigen sind. Am Ende jedes Rennmissionen-Levels, bestehend aus jeweils acht Missionen, wartet ein Bossgegner. Ebenso ist neu, dass man im Wettkampfmodus auch Insignienraser spielen kann, oder in Ballonbalgerei seine Ballons mithilfe des Mikrofons oder dem Select-Knopf aufblasen muss.
Auf dem unteren Bildschirm ist wahlweise eine detaillierte Karte der Umgebung mit Gegenständen wie Koopa-Schalen, oder eine Karte der gesamten Rennstrecke zu sehen.

## Charaktere
| Charakter      | Fahrerklasse  | Freischaltbedingungen                                                                |
| -------------- | ------------- | ------------------------------------------------------------------------------------ |
| Mario          | Mittelgewicht | keine                                                                                |
| Luigi          | Mittelgewicht | keine                                                                                |
| Peach          | Leichtgewicht | keine                                                                                |
| Yoshi          | Leichtgewicht | keine                                                                                |
| Toad           | Leichtgewicht | keine                                                                                |
| Donkey Kong    | Schwergewicht | keine                                                                                |
| Wario          | Schwergewicht | keine                                                                                |
| Bowser         | Schwergewicht | keine                                                                                |
| Daisy          | Leichtgewicht | Gewinn sämtlicher Gold-Cups des Retro-Grand Prixs der Motorklasse 50 cm³.            |
| Knochentrocken | Leichtgewicht | Gewinn sämtlicher Gold-Cups des Nitro-Grand Prixs der Motorklasse 50 cm³.            |
| Waluigi        | Mittelgewicht | Gewinn sämtlicher Gold-Cups des Retro-Grand Prixs der Motorklasse 100 cm³.           |
| R.O.B.         | Schwergewicht | Gewinn sämtlicher Gold-Cups irgendeines Grand Prixs der Motorklasse 150 cm³ Spiegel. |
| Shy Guy        | Leichtgewicht | Nur im Mehrspielermodus.                                                             |

### Werte
| Fahrer      | Tempo    | Beschleunigung | Handling | Driften  | Items    |
| ----------- | -------- | -------------- | -------- | -------- | -------- |
| Mario       | Mittel   | Gut            | Mittel   | Mittel   | Sehr Gut |
| Luigi       | Gut      | Gut            | Gut      | Schlecht | Schlecht |
| Peach       | Mittel   | Gut            | Mittel   | Sehr Gut | Gut      |
| Yoshi       | Gut      | Sehr Gut       | Sehr Gut | Schlecht | Schlecht |
| Toad        | Mittel   | Sehr Gut       | Gut      | Gut      | Schlecht |
| Donkey Kong | Gut      | Mittel         | Schlecht | Gut      | Sehr Gut |
| Wario       | Sehr Gut | Mittel         | Mittel   | Mittel   | Schlecht |
| Bowser      | Sehr Gut | Schlecht       | Schlecht | Gut      | Sehr Gut |

## Strecken
Spielbare Strecken/Cups (in den Hubräumen 50 cm³, 100 cm³, 150 cm³ und Spiegel):
| Pilz-Cup              | Blumen-Cup              | Stern-Cup             | Spezial-Cup           |
| --------------------- | ----------------------- | --------------------- | --------------------- |
| Achterpiste           | Glühheiße Wüste         | DK Alpin              | Wario-Arena           |
| Yoshi-Kaskaden        | Piazzale Delfino        | Ticktack-Trauma       | Peachs Schlossgarten  |
| Cheep Cheep-Strand    | Waluigi-Flipper         | Marios Piste          | Bowsers Festung       |
| Luigis Mansion        | Pilz-Pass               | Fliegende Festung     | Regenbogen-Boulevard  |
| Panzer-Cup            | Bananen-Cup             | Blatt-Cup             | Blitz-Cup             |
| Marios Piste 1 (SNES) | Donut-Ebene 1 (SNES)    | Koopa-Strand 2 (SNES) | Schoko-Insel 2 (SNES) |
| Kuhmuh Farm (N64)     | Polar-Parcours (N64)    | Schoko-Sumpf (N64)    | Spukpfad (N64)        |
| Peachs Piste (GBA)    | Bowsers Festung 2 (GBA) | Luigis Piste (GBA)    | Wolkenpiste (GBA)     |
| Luigis Piste (GCN)    | Baby-Park (GCN)         | Pilz-Brücke (GCN)     | Yoshis Piste (GCN)    |

## Zeitfahren
Wie in jedem Teil ist auch hier das Zeitfahren wieder vertreten.

## Wettkampf
Der Wettkampf-Modus ist erstmals im Einzelspieler-Modus vorhanden. Es existieren folgende Variantenː
- Insignien-Raser
- Ballon-Balgerei

### Wettkampf-Arenen
| Arena              | Kurzbeschreibung |
| ------------------ | --- |
| Finstervilla       | Eine Arena mit vielen Mauern und schmalen Rändern außen stellt diese Wettkampfarena dar. Neu aufgelegt in Mario Kart Wii.                                     |
| Süsse Torte        | Eine Arena mit Sahnehäubchen und Erdbeeren. |
| Block-Fort (N64)   | Vier Plattformen mit jeweils einer weiteren Plattform und Brücken zur Verbindung. (Gab es bereits in Mario Kart 64)                                           |
| Röhren-Platz (GCN) | Man kann durch mehrere Röhren fahren und sich auf dem hier befindlichen Gitter bewegen oder auch weiter unten. (Gab es bereits in Mario Kart: Double Dash!!.) |
| Nintendo DS        | Diese Arena ähnelt einem Nintendo DS mit dem Spiel Mario Kart DS.                                                                                             |
| Palmenblatt        | Bei dieser Arena lauern Krabben (bei Rennmissionen) und der Meeresspiegel hebt und senkt sich (wie Ebbe und Flut). Neu aufgelegt in Mario Kart 7.             |

## Items
Items, die mit einem * markiert sind, können hinter euch hergezogen werden und dienen so als Schild vor Angreifern. Zum Ablegen des Items wird die Taste / der Knopf losgelassen. Das gehaltene Item kann sich lösen, wenn der Benutzer herumgeschleudert wird.
Um ein Item zu erhalten, fährt man durch die serientypischen Item-Boxen. Welches Item erscheint, ist zufällig. Je schlechter aber die momentane Platzierung, desto mächtiger das Item. Wer bereits ein Item besitzt, kann kein weiteres erhalten. Zieht man das Item hinter sich her oder setzt es ein, kann ein neues aufgenommen werden. Vor dem neuen muss jedoch das alte Item benutzt werden.
Items, die ihr wahlweise hinter euch herziehen könnt, können sowohl nach vorn als auch nach hinten geworfen werden. Überprüft vorher, wo euer Gegner fährt, und beachtet die Geschwindigkeit und Flugbahn des Items, um einen Treffer zu erzielen.

### Retro-Items
| Item               | Beschreibung |
| ------------------ | --- |
| Grüner Panzer *    | Fliegt immer geradeaus, wird nach kurzer Zeit zerstört. |
| Roter Panzer *     | Visiert automatisch den nächsten Spieler vor einem an und verfolgt ihn.                                                                                          |
| Dreifacher Panzer  | Gibt es in grün und rot, kreisen beim ersten aktivieren um den Fahrer.                                                                                           |
| Pilz               | Gibt einen kurzen Geschwindigkeits-Boost. |
| Dreifacher Pilz    | Man erhält drei Pilze. |
| Goldpilz           | In einem Zeitrahmen von etwa 7 Sekunden beliebig oft aktivierbar.                                                                                                |
| Banane *           | Wer drüber, fährt rotiert. Kann hinter euch abgelegt oder nach vorn geworfen werden.                                                                             |
| Dreifache Banane * | Drei Bananen, die hinter eurem Fahrer aufgereiht und nach hinten nacheinander abgelegt werden.                                                                   |
| Stern              | Macht euch für kurze Zeit unverwundbar und schneller. |
| Schwindel-Box *    | Sieht aus wie eine normale Item-Box, doch wenn ihr sie berührt, überschlagt ihr euch. Kann, wenn sie ans Kart gehängt wird, kein gegnerisches Item abwehren.     |
| Buu-Huu            | Lässt euer Kart unsichtbar werden und keine gegnerische Attacke trifft euch. Zusätzlich könnt ihr euch vom Gegner, der euch am nächsten ist, ein Item stibitzen. |
| Bob-omb *          | Wird vor einen geworfen oder abgelegt, und explodiert. |
| Blitz              | Trifft alle Gegner und lässt sie schrumpfen und langsamer werden. Außerdem verlieren sie ihr Item                                                                |
| Stachi-Panzer      | Trifft den Ersten und explodiert. Der Fahrer wird in hohem Bogen durch die Luft geschleudert.                                                                    |

### Neue Items
| Item       | Beschreibung                                                                                                   |
| ---------- | --- |
| Blooper    | Spritzt Tinte gegen den Bildschirm aller Fahrer, die vor euch liegen.                                          |
| Kugelwilli | Der Fahrer verwandelt sich in ein einen Kugelwilli, rast nach vorne und rammt die Fahrer weg, die im Weg sind. |

## Punkteverteilung
Im Grand-Prix wird jeweils ein Cup mit vier Rennen gefahren. Je nach erreichtem Platz erhält man eine gewisse Anzahl Punkte, anhand derer die Rangliste des Cups festgelegt wird.
Im Versus-Modus wird eine vom Spielenden selbst festgelegte Anzahl Rennen (1 -  ∞) gespielt, die Punkteverteilung erfolgt nach demselben Prinzip.
Die folgende Tabelle zeigt die Punkteverteilung im Grand Prix und im Versus-Modus.
| Platz | Punkte (Grand Prix + Einzel-Versus) | Punkte (Team-Versus) |
| ----- | ----------------------------------- | -------------------- |
| 1     | 10                                  | 15                   |
| 2     | 8                                   | 12                   |
| 3     | 6                                   | 9                    |
| 4     | 4                                   | 6                    |
| 5     | 3                                   | 4                    |
| 6     | 2                                   | 2                    |
| 7     | 1                                   | 1                    |
| 8     | 0                                   | 0                    |

## Rezeption

### Auszeichnungen

#### Screwattack/Gametrailer
- Platz 6: Best Mario Games of all the times

### Verkaufszahlen
Mario Kart DS belegt mit 23,6 Millionen verkauften Exemplaren auf Platz 3 der meistverkauften Spiele des Nintendo DS.

## Anspielungen

### Anspielungen auf andere Spiele
- Super Mario World – Bowsers Kart „Einsitzer“ basiert auf seinem Clown-Kutsche, der hier erstmals auftrat.
- Super Mario Bros. 3 – Die Fliegende Festung verweist auf die zahlreichen Level mit Luftschiffen. Die Glühheisse Wüste enthält viele Elemente aus Welt 2 wie die Sengende Sonne und Feuerschlangen. Auch Teile der Wasser- und der Sand-Arena aus den Boss-Kämpfen stammen von hier.
- Super Mario 64 – Die Strecke Ticktack-Trauma basiert auf dem gleichnamigen Kurs.
- Super Mario 64 DS – Die Bosse stammen aus diesem Spiel.
- Super Mario Sunshine – Die Strecke Piazzale Delfino basiert auf Piazza Delfino.
- Luigi’s Mansion – Eine Strecke wurde nach dem Spiel benannt, zudem ist Luigis Schreckweg 08/25 angelehnt an den Schreckweg 08/16.
- Donkey Kong Country – Donkey Kongs Rambi-Jeep wurde dem Nashorn Rambi nachempfunden.
- Wario Land 4 – Warios Räumfahrzeug hat große Ähnlichkeit mit seinem Wario-Schlitten.
- Super Mario Kart – In jedem Retro-Cup ist eine Strecke aus diesem Spiel fahrbar.
- Mario Kart 64 – In jedem Retro-Cup ist eine Strecke aus diesem Spiel fahrbar.
- Mario Kart: Super Circuit – In jedem Retro-Cup ist eine Strecke aus diesem Spiel fahrbar.
- Mario Kart: Double Dash!! – In jedem Retro-Cup ist eine Strecke aus diesem Spiel fahrbar.

### Anspielungen zu diesem Spiel
- Mario Kart Wii – In der nachfolgenden Ausgabe der Serie erscheinen mit Yoshis Kaskaden, Glühheiße Wüste , Peachs Schlossgarten und Piazzale Delfino vier Strecken aus MKDS in Retropokalen.
- Auch in Mario Kart 7 gibt es wieder Retrostrecken, da sind es Luigis Mansion, Waluigi-Flipper, DK Alpin und die Fliegende Festung.
- Auch in Mario Kart 8 gibt es wieder Retrostrecken, hier sind es Cheep-Cheep-Strand, Wario-Arena und Ticktack-Trauma.
- Auch in Mario Kart 8 Deluxe gibt es wieder Retrostrecken im Booster-Streckenpass, hier sind es Pilz-Pass, Waluigi-Flipper, Peachs Schlossgarten und Marios Piste.
- Auch in dem Mobile-Spiel Mario Kart Tour finden sich häufig moderne Versionen dieser alten Strecken.

## Trivia
- R.O.B. ist in diesem Spiel erstmals spielbar, das nächste Spiel, in dem R.O.B. spielbar ist, ist Super Smash Bros. Brawl.
- Knochentrocken hat in diesem Spiel seinen ersten Auftritt als fahrbarer Charakter in der Mario-Kart-Serie.
- Dies ist das erste Spiel der Mario-Kart-Serie, in dem freischaltbare Fahrer Strecken besitzen.
- Es handelt sich um das erste Spiel, in dem der Windschatten auftaucht. Dieser gibt dem Spieler, sofern er lang genug direkt hinter einem Kontrahenten herfährt, einen kleinen Geschwindigkeitsschub.
- Es ist das erste Handheld-Spiel, in dem Prinzessin Daisy spielbar ist.
- Es ist das erste und bisher einzige Mario Kart, in dem es Rennmissionen gibt.
- Waluigi taucht auf. Anders als in Mario Kart: Double Dash!! und Mario Kart Wii muss man ihn freischalten.